# Clarkson Potter
Clarkson Potter (Kansas City (Missouri), 19 de setembro de 1880 — Nova Iorque, 4 de outubro de 1953) foi um golfista norte-americano que representou os Estados Unidos no golfe nos Jogos Olímpicos de Verão de 1904 em St. Louis.
Era irmão de Harry Potter, golfista e medalhista de prata olímpico em 1904.